# Selago thomii
Selago thomii är en flenörtsväxtart som beskrevs av Robert Allen Rolfe. Selago thomii ingår i släktet Selago och familjen flenörtsväxter. Inga underarter finns listade i Catalogue of Life.